# Derde Rome
Het idee van Moskou als een Derde Rome begon te spelen bij de eerste Russische tsaren. In de decennia na de val van Constantinopel (29 mei 1453), het Tweede Rome, noemden sommigen Moskou al het Derde Rome. Ivan III van Moskovië, die getrouwd was met Sophia Palaeologus (de nicht van de laatste Byzantijnse keizer Constantijn XI), kon het erfgenaamschap van het gevallen Oost-Romeinse Rijk opeisen.
Vóór Ivan III maakten Stefan Uroš IV Dušan, de koning van Servië, en Ivan Alexander, koning van het Bulgaarse Rijk, die beiden verwant waren aan de Byzantijnse dynastie, vergelijkbare claims, toen in de 14e eeuw duidelijk werd dat het Byzantijnse Rijk op instorten stond. In Bulgaarse manuscripten werd het idee naar voren geschoven dat Veliko Tarnovo, de hoofdstad van het Bulgaarse Rijk, het nieuwe Constantinopel was. Deze plannen werden echter nooit waargemaakt. In 1389 versloegen de Ottomanen de Serven bij de Slag op het Merelveld, en maakten een eind aan het Tweede Bulgaarse Rijk in 1396 met de bezetting van het Despotaat Vidin. De ideeën die in Tarnovo broeiden werden naar Moskou gebracht door Cyprianus, een geestelijke van Bulgaarse afkomst, die in 1381 metropoliet van Moskou werd.
Vaste vorm kreeg het idee, toen de Russische monnik Filofej in 1510 een panegyrische brief schreef aan grootvorst Vasili III van Moskou, waarin verkondigd werd: "Twee Romes zijn gevallen. Het derde houdt stand. En een vierde zal er niet zijn. Niemand zal uw christelijk tsarendom vervangen!" In tegenstelling tot wat vaak gedacht wordt, identificeert Filofej het Derde Rome expliciet met Rusland, in plaats van Moskou. 
Aangezien enkele (Oost-)Romeinse prinsessen getrouwd waren met tsaren van Moskou, en Rusland na de val van Constantinopel de machtigste christelijk-orthodoxe staat was, waren de tsaren de opvolgers van het Byzantijnse Rijk, als rechtmatige heersers over de (christelijke) wereld. Net als het woord 'keizer' is ook het woord 'tsaar' afgeleid van het woord 'caesar'.
Op 16 januari 1547 werd Ivan IV uitgeroepen tot eerste tsaar van Rusland. Op 2 november 1721 vernieuwde Peter de Grote deze titel tot "Imperator en Autocraat van Heel Rusland". De nieuwe titel moest zowel de traditionele claims van zijn voorgangers weerspiegelen, als het Keizerlijk Rusland als Europese grootmacht meer glans geven.
Tot het einde van het tsarendom hebben de tsaren de droom van het Derde Rome willen waarmaken door Constantinopel te veroveren, en om te dopen tot een (orthodox) christelijke stad. In de Eerste Wereldoorlog waren ze hier bijna in geslaagd. In de lente van 1915 bereikten Russische diplomaten een overeenkomst met de Britse en Franse regering, dat Constantinopel na de oorlog Russisch grondgebied zou worden. Het ultieme doel van Rusland sinds eeuwen leek eindelijk in vervulling te kunnen gaan. De Russische Revolutie van 1917 bekoelde echter de relaties tussen de Russische machthebbers en het westen. Tussen 1919 en 1923 werden de buitenlandse machthebbers uit Turkije verdreven onder leiding van de militair Mustafa Kemal Atatürk. Nadat Atatürk president werd, knoopte hij zowel met het westen als met de Sovjets betrekkingen aan, en wist zo te voorkomen dat Turks grondgebied nog als diplomatiek wisselgeld zou worden gebruikt. 